# 李素文 (1935年)

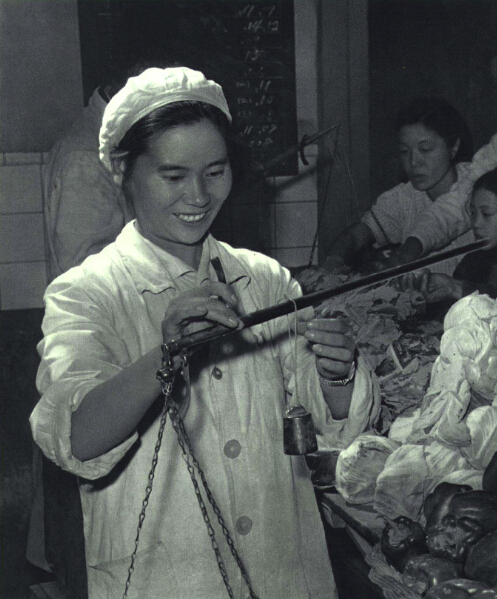
1966年的李素文

李素文（1935年—2022年4月4日），女，汉族，籍贯河北乐亭，生于辽宁沈阳，中华人民共和国工人及政治人物，全国劳动模范，原副国级领导人，第四届全国人大常委会副委员长。

## 生平
1933年3月生（另有1931年、1934年、1935年等说法）。1954年9月加入中国共产党。1956年开始在沈阳南塔第二副食门市部卖菜。出色的工作使她被推选为各级劳动模范，并受到毛泽东的亲自接见。1963年，李素文当选为全国人大代表。在随后不久的文化大革命中，因为劳动模范的出身，李素文又被推上了政治舞台；1968年5月至1973年2月任沈阳市革命委员会副主任。1969年起为中國共產黨第九、十屆中央委員。1972年11月后历任辽宁省革命委员会副主任、中共辽宁省委常委。1973年3月出任共青团辽宁省委书记。1975年1月，当选第四届全国人大常委会副委员长；协助李先念管理财贸工作。
在「文革」后期，由于受“四人帮”的利用，李素文成为“批邓（邓小平）”先锋。1978年被审查，同年回到原籍，在沈阳市糖果厂当工人；1983年10月出任糖果厂副厂长。后又任沈阳市轻工局供销公司的副总经理。1989年9月退休。
2022年4月4日，在沈阳逝世。